# Giuseppe Betori

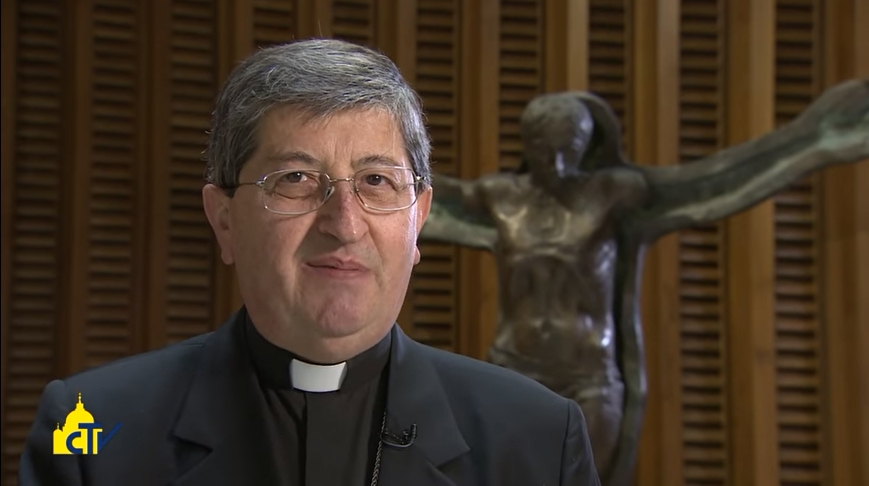
Giuseppe Kardinal Betori (2017)

Kardinalswappen von Giuseppe Betori

Giuseppe Kardinal Betori (* 25. Februar 1947 in Foligno, Provinz Perugia) ist ein italienischer Geistlicher und emeritierter römisch-katholischer Erzbischof von Florenz.

## Leben
Giuseppe Betori wuchs als Sohn eines Lehrers auf. Seine Eltern waren in der Katholischen Aktion engagiert. Betori studierte unter anderem am Bischöflichen Seminar von Foligno und empfing am 26. September 1970 das Sakrament der Priesterweihe. Er erwarb im selben Jahr an der Päpstlichen Universität Gregoriana ein Lizenziat im Fach Katholische Theologie und wurde am Päpstlichen Bibelinstitut im Fach Biblische Exegese promoviert. Am 30. Oktober 1991 verlieh ihm Papst Johannes Paul II. den Ehrentitel Kaplan Seiner Heiligkeit (Monsignore). Am 26. September 1996 wurde Betori Untersekretär der Italienischen Bischofskonferenz, zuvor leitete er bereits deren Büro für Katechismus. Seit Dezember 1997 war er an der Vorbereitung des XV. Weltjugendtags in Rom beteiligt, der im August 2000 stattfand.

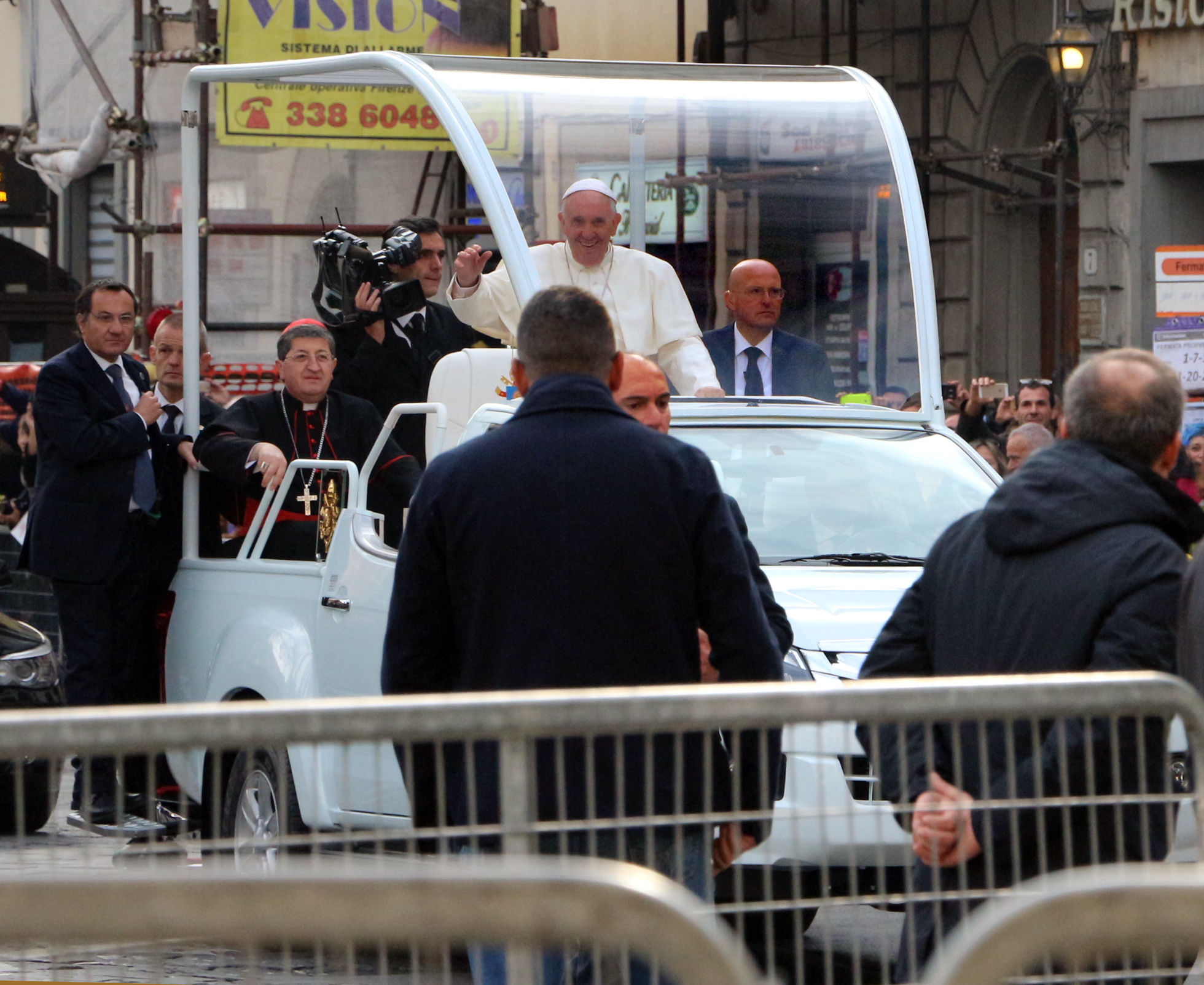
Papst Franziskus in Florenz, neben ihm Kardinal Betori (2015)

Am 5. April 2001 wurde er zum Generalsekretär der Italienischen Bischofskonferenz gewählt und Johannes Paul II. ernannte ihn zum Titularbischof von Falerone. Die Bischofsweihe spendete ihm am 6. Mai 2001 Kardinalvikar Camillo Ruini in der Kathedrale von Foligno; Mitkonsekratoren waren Arduino Bertoldo, Bischof von Foligno, Ennio Antonelli, Erzbischof von Florenz und späterer Kardinal, Antonio Buoncristiani, Bischof von Porto-Santa Rufina, und Giovanni Benedetti, emeritierter Bischof von Foligno. Am 6. April 2006 wurde Betori für weitere fünf Jahre als Generalsekretär der Italienischen Bischofskonferenz bestätigt. Er übte dieses Amt jedoch nur bis Oktober 2008 aus.
Am 8. September 2008 ernannte ihn Papst Benedikt XVI. zum Erzbischof von Florenz. Die Amtseinführung fand am 26. Oktober 2008 statt. Am 10. Februar 2009 wurde er zusätzlich Vorsitzender der regionalen Bischofskonferenz der Toskana.
Am Abend des 4. November 2011 wurde Betoris Sekretär, der 41 Jahre alte Paolo Brogi, von einem Unbekannten vor dem Bischofssitz in Florenz niedergeschossen und dabei schwer verletzt. Brogi war der Bitte des Täters, zu Betori vorgelassen zu werden, nicht nachgekommen. Die Polizei nahm sechs Tatverdächtige fest. Paolo Padoin, der Präfekt von Florenz, ordnete erhöhten Polizeischutz für Bischof Betori an. Im Dezember desselben Jahres wurde er Mitglied des Päpstlichen Rats für die Kultur.
Im feierlichen Konsistorium vom 18. Februar 2012 nahm ihn Benedikt XVI. als Kardinalpriester mit der Titelkirche San Marcello in das Kardinalskollegium auf.
Kardinal Betori nahm nach dem Rücktritt Benedikts XVI. am Konklave 2013 teil, in dem Papst Franziskus gewählt wurde. Ebenso nahm er am Konklave 2025 teil, das Leo XIV. wählte.
Papst Franziskus ernannte ihn 2014 zum Mitglied des Päpstlichen Rats für die Laien sowie Mitglied der Kongregation für den Klerus. und am 1. Juli 2017 zum Mitglied der Kongregation für die Selig- und Heiligsprechungsprozesse.
Giuseppe Betori ist Mitglied des Ritterordens vom Heiligen Grab zu Jerusalem.
Am 18. April 2024 nahm Papst Franziskus seinen altersbedingten Rücktritt vom Amt des Erzbischofs von Florenz an.

## Mitgliedschaften in der Kurie
Betori ist Mitglied folgender Organisationen der Römischen Kurie:
- Päpstlicher Rat für die Kultur (seit 2011[9], bestätigt 2012[10])
- Kongregation für das Katholische Bildungswesen (seit 2012)[10]
- Päpstlicher Rat für die Laien (seit 2014)[11]
- Kongregation für den Klerus (seit 2014)[12]
- Kongregation für die Selig- und Heiligsprechungsprozesse (seit 2017)[13]